# Phonk
Phonk (alternatywna nazwa: vaportrap; czyt. jako /fɒŋk/ ( odsłuchaj)) – podgatunek muzyki hip-hopowej i trapowej inspirowany bezpośrednio Memphis rapem z lat 90. Gatunek ten można zaobserwować głównie na platformie SoundCloud oraz na Spotify. Charakteryzuje się nostalgicznymi funkowymi samplami, którym często towarzyszą wokale z utworów Memphis rapu. Gatunek zazwyczaj czerpie poszczególne dźwięki hip-hopowe z początku lat 90., łącząc je z dźwiękami jazzu i wykorzystuje zniekształcające techniki (takie jak chopped and screwed), aby stworzyć mroczniejszy dźwięk.
Gatunek posiada wiele podgatunków, jednym z najbardziej rozpoznawalnych podgatunków phonku jest Drift Phonk (opisano w osobnej sekcji). Innymi podgatunkami są takie nurty jak Atmosfere Phonk czy Chill Phonk, często można też napotkać Lo-Fi Phonk czy Phonk House.

## Historia
Często określany jako „dźwięk pokolenia Z”, phonk czerpie inspirację z trapu pochodzącego z południowych Stanów Zjednoczonych, powstałej w połowie lat 90. Phonk popadł w zapomnienie pod koniec 2000 r., odrodził się na początku 2010 r.
Słowo „phonk” rzeczywiście zostało spopularyzowane oraz ustanowione przez SpaceGhostPurpp’a, który wydał takie utwory jak „Pheel Tha Phonk”, „Bringin 'Tha Phonk” i „Keep Bringin’ Tha Phonk”. Kanały na platformach do streamingu filmów, takich jak np. YouTube, przykładowo TrillPhonk, czy Magic Phonk również pomogły w popularyzacji gatunku. Phonk pod kątem charakterystyki opiera się na mrocznie brzmiących samplach, zniekształconych werblach i niskich tonach w miksie głosów. W latach 2016–2018 phonk był jednym z najczęściej słuchanych gatunków na platformie SoundCloud, a hashtag #phonk był jednym z najpopularniejszych każdego roku.

## Charakterystyka
„Osobliwością gatunku phonk jest fakt, że nie jest on zakotwiczony w konkretnej regionalnej „scenie”, wiąże się to z naturą samego SoundCloud jako platformy”. Jeden z twórców phonku – Lowpocus – stwierdził w wywiadzie w 2017 r.: „Fascynujące w gatunku phonk, jest to, że zajmujący się nim artyści pochodzą z całego świata: można znaleźć producentów phonku w Kanadzie, Stanach Zjednoczonych, Francji, a nawet w Rosji!”.

### Charakterystyka grafiki powiązanej z gatunkiem
Phonk, jako gatunek muzyczny, często reprezentuje się poprzez charakterystyczne grafiki, które towarzyszą jego promocji oraz kulturze fanów.
Grafiki te można rozpoznać po:
- wyrazistości kolorów – grafiki związane z phonkiem „rzucają się” w oczy – są pełne kontrastu, abstrakcyjnych wzorów, lecz także nawiązań do kultury ulicznej.
- nawiązaniach do „kultury ulicy” – phonk, jako podgatunek gatunków stricte ulicznych, jak rap czy hip-hop wzoruje się na nich w swoich grafikach, na których pojawiają się takie motywy jak graffiti, charakterystyczne typografie związane ze street artem oraz ikonografia związana z podziemną sceną muzyczną. Elementy te pomagają w tworzeniu spójnego motywu graficznego dla tego gatunku muzycznego.
- elementach związanych z motoryzacją, szczególnie z samochodami – zauważalne przede wszystkim przy podgatunku, Drift Phonku, który został stworzony z myślą o odtwarzaniu podczas jazdy samochodem. Grafiki z nim związane przedstawiają auta np. podczas jazdy na parkingu podziemnym czy podczas driftingu.

## Drift Phonk
Drift Phonk jest podgatunkiem phonku. Powstał w późnych latach 2010'ych w Rosji. Charakteryzuje go użycie wysokich basów, krowich dzwonków i zniekształconych dźwięków, które sprawiają, że tekst często jest niezrozumiały. Tempo utworów często jest wysokie, a same utwory – rytmiczne. Utwory w tym stylu można usłyszeć w filmach przedstawiających kulturystykę, driftowanie oraz samochody sportowe, przez co gatunek jest popularny wśród internetowych fanów motoryzacji. Zdobył popularność dzięki TikTokowi w 2020. Wielu twórców Drift Phonku pochodzi z Rosji. Do pionierów i popularyzatorów zalicza się m.in. takich twórców jak Ghostface Playa, Pharmacist, DVRST i Ya$h. Ze względu na swoją popularność, przekraczającą popularność głównego gatunku, określenie phonk jest często powiązane z Drift Phonkiem. Ze względu na ciągły wzrost popularności Drift Phonku, Spotify wydał w maju 2021 oficjalną playlistę phonku, która prawie w całości składa się z utworów należących do Drift Phonku.